# Beksa
Beksa – amerykańska komedia muzyczna z 1990 roku, wyśmiewający tamtejsze stroje, zachowania, muzykę film satyryczny.

## Fabuła
Wade Walker zwany "Beksą" jest sierotą. Jego rodzice zostali straceni na krześle elektrycznym. Zakochuje się w panience z dobrego domu, Allison. Dziewczyna należy do tak zwanej "wyższej elity społecznej", przez co jej babcia nie pozwala się spotykać z Beksą. Bohaterowie poznają się w przychodni na zastrzykach i zaczyna się ich wielka miłość.

## Główne role
- Johnny Depp − Wade "Beksa" Walker
- Amy Locane − Allison Vernon-Williams
- Susan Tyrrell − Ramona Rickettes
- Polly Bergen − pani Vernon-Williams
- Iggy Pop − wujek Belvedere Rickettes
- Ricki Lake − Pepper Walker
- Traci Lords − Wanda Woodward
- Mink Stole − matka Hatchet